# Joaquim Sucena
Joaquim Sucena Rasga (São José do Rio Preto, 21 de dezembro de 1942) é um político brasileiro. Exerceu o mandato de deputado federal constituinte no Mato Grosso, em 1988.
Formou-se em medicina no ano de 1969, na Universidade Federal do Rio de Janeiro. Entrou na política cinco anos depois, como secretário municipal de saúde de Cuiabá, cargo que manteve até 1978. Ao mesmo tempo, exerceu o cargo de vice-presidente da Associação Médica do estado de Mato Grosso, de 1976 até 1981. Casou-se com Maria Adélia Giuberti Sucena, com quem teve três filhos. 

## Política
Filiou-se ao PMDB logo após a incorporação do Partido Popular, o qual era associado, após o fim do bipartidarismo, em 1979. No ano de 1982, foi eleito pelo mesmo partido deputado estadual, cargo no qual manteve-se até o final. Além de ter presidido a Comissão de Saúde, Educação e Assistência Social (1983-1986), destacou-se também por realizar denúncias ao governo de Júlio Campos, por corrupção. 
Nas eleições seguintes, do ano de 1986, pelo mesmo partido, foi o terceiro deputado federal mais votado do seu estado - totalizando 32.997 votos - e se tornou deputado federal constituinte. Portanto, foi também um dos signatários na Constituição de 1988 . Durante seu mandato, votou a favor de medidas como: o fim das relações diplomáticas com países que praticassem a discriminação racial; a realização de um mandado de segurança coletiva; a proibição do comércio de sangue; o voto facultativo a partir dos 16 anos; o mandado de cinco anos para o presidente da época, José Sarney; a criação de um fundo em apoio à reforma agrária, entre outras. Além disso, também declarou-se contra a pena de morte e o presidencialismo, e tópicos que diziam respeito aos trabalhadores e servidores públicos, como a jornada semanal de 40 horas e a demissão sem justa causa. 
Junto com os deputados Oscar Ribeiro e Roberto Cruz, foi um dos autores da Lei Nº 5.047, de 5 de setembro de 1986, que deu origem à emancipação do distrito de Brasnorte. Criado em 4 de novembro de 1980, pela Lei Nº 4.329, o território localizado a noroeste do estado do Mato Grosso passou a apresentar a condição de município após a assinatura da lei proposta pelos três deputados, situando-se à margem da rodovia MT 170. 
Em 1990, tentou sua reeleição e acabou obtendo uma suplência. No ano seguinte, com o término de sua legislatura, deixou a Câmara dos Deputados e tornou-se assessor parlamentar do Ministério da Saúde até agosto do mesmo ano, quando assumiu a vaga do deputado Oscar Travassos. No dia 29 de setembro de 1992, em sessão da Câmara dos Deputados, foi um dos que votou a favor da abertura do impeachment do presidente Fernando Collor de Melo, que havia sido acusado de crime de responsabilidade por ligações com um esquema de corrupção liderado por Paulo César Farias, o ex-tesoureiro de sua campanha presidencial. 
Entre os períodos de 22 de março a 27 de setembro de 1993, e 4 de outubro de 1993 a 30 de março de 1994, ausentou-se de seu mandato para exercer o cargo de secretário de Saúde do Mato Grosso, durante o governo de Jayme Campos. Após a suplência obtida em sua tentativa de reeleição em 1994, deixou novamente a Câmara dos Deputados ao final de sua legislatura. Quatro anos depois, conseguiu eleger-se deputado estadual e assumiu o mandato em fevereiro de 1999. 
No ano de 2002, conseguiu se reeleger na Assembleia Legislativa de Mato Grosso (ALMT), assumindo seu segundo mandato como deputado estadual, e presidindo também a Comissão de Constituição e Justiça. Na edição da Folha Online de 23 de junho de 2003, seu nome foi citado na lista de políticos do Mato Grosso que teriam sido supostamente beneficiados num esquema de lavagem de dinheiro montado pelo grupo empresarial Confiança Factoring, que drenava os recursos financeiros dos cofres públicos para as campanhas eleitorais. A convite do governador Blairo Maggi para chefiar a Secretaria da Casa Civil, assumiu em 2004 o cargo de articulador político do Executivo estadual. 
Após obter outra suplência nas eleições de 2006, em que concorreu a outro mandato como deputado estadual pelo Partido dos Democratas (DEM), deixou para trás os cargos públicos que havia obtido até então, saindo oficialmente a vida pública para dedicar-se às suas atividades de médico ortopedista no Mato Grosso. 
Em janeiro de 2016, o deputado federal Ezequiel Fonseca, filiado ao Partido Progressista, do Mato Grosso, anunciou a possibilidade de Joaquim Sucena voltar às atividades políticas, lançando-o como candidato na disputa pela Prefeitura de Cuiabá.  Com a expectativa de conseguir o apoio de mais vereadores para o pleito das eleições que foram realizadas em outubro, e conquistar ao menos três cadeiras na Câmara de Cuiabá , o deputado declarou que a possibilidade da candidatura de Sucena estava apenas no plano das articulações. 